# Śnieg optyczny

Efekt śnieżenia optycznego

Śnieg optyczny, śnieżenie migrenowe (ang. visual snow, VS) – przejściowe lub trwałe zaburzenie widzenia, objawiające się w postaci licznych białych lub półprzezroczystych migających kropek (tzw. „śniegu”) w części lub w całym polu widzenia. Przyczyny tego zaburzenia nie są do końca poznane, poniższy tekst przedstawia jedynie szereg naukowo udokumentowanych hipotez. Osoby cierpiące na śnieg optyczny powinny poddać się kompleksowemu badaniu okulistycznemu i neurologicznemu.

## Przyczyny
Śnieg optyczny najczęściej uznaje się za jeden z głównych symptomów powikłania migrenowego o nazwie przetrwała aura migrenowa bez udaru (ang. persistent aura without infarction), schorzenie oficjalnie uznane przez Światową Organizację Bólu Głowy (International Headache Society) w 2004. Po raz pierwszy została opisana przez Haasa w 1982 roku jako przetrwała forma aury migrenowej. Migrena nie zawsze objawia się w postaci bólów głowy, może także być związana z zaburzeniami widzenia i innymi symptomami neurologicznymi, takimi jak zawroty głowy i uczucie derealizacji.
Śnieg optyczny może być także trwałym objawem, spowodowanym przez nawet jednorazowe użycie środków halucynogennych, zwłaszcza LSD, a także niektórych leków, zwłaszcza o właściwościach psychoaktywnych.
Może być także związany z boreliozą lub odwodnieniem organizmu, chociaż powiązania te nie zostały udokumentowane naukowo. Nie ma również jakichkolwiek naukowych dowodów, by śnieg optyczny był zaburzeniem psychosomatycznym.

## Objawy
Głównym objawem śniegu optycznego są białe lub półprzezroczyste migające kropki, przypominające szum telewizyjny, pojawiające się w polu widzenia. Są one szczególnie wyraźne w ciemności lub przy zamkniętych powiekach, natomiast w czasie dnia, przy dobrym oświetleniu, są one postrzegane w różnym stopniu, w zależności od pacjenta. Dodatkowo wielu pacjentów cierpiących na śnieg optyczny uskarża się na nasilone męty w ciele szklistym, czyli konglomeraty kolagenu rzucające cienie na siatkówkę, widoczne jako poruszające się, półprzezroczyste obiekty, szczególnie wyraźne na tle dużych, jasnych powierzchni, takich jak niebo czy śnieg. Wiele osób doświadcza także palinopsji lub powidoków, fotofobii oraz ślepoty zmierzchowej. Często występują także migreny z aurą lub bez. 
Śniegowi optycznemu często towarzyszy szum uszny (tinnitus), zawroty głowy, bezsenność, a także uczucie derealizacji bądź depersonalizacji. W części przypadków występują też halucynacje przy zamkniętych oczach. U osób cierpiących na śnieg optyczny często pojawiają się zaburzenia psychiatryczne, takie jak stany lękowe, depresja czy zespół lęku napadowego. Nie wiadomo, czy zaburzenia te są jedynie następstwem stresów związanych ze śniegiem optycznym, czy mają podłoże neurologiczne. Dodatkowo coraz więcej cierpiących na to schorzenie zgłasza również parestezje (najczęściej kończyn).

## Leczenie
W prasie naukowej odnotowano wiele przypadków całkowitego wyleczenia śniegu optycznego przy użyciu leków, takich jak topiramat, lamotrygina czy kwas walproinowy. Zazwyczaj jednak jest to schorzenie które można wyleczyć psychoterapia metodą poznawczo-behawioralną. Ważne jest również, żeby zdać sobie sprawę z fałszywości obiegowych opinii, które głoszą, że śnieg optyczny może prowadzić do ślepoty (nie odnotowano ani jednego takiego przypadku) lub ciężkich zaburzeń psychicznych. Większość chorych prowadzi zupełnie normalne życie.

## Literatura
- Abraham HD. Visual phenomenology of the LSD flashback. Arch Gen Psychiatry 1983; 40: 884-889.
- Chen WT, Fuh JL, Lu SR, Wang SJ. Persistent migrainous visual phenomena might be responsive to lamotrigine. Headache 2001; 41: 823-825.
- Haan J, Sluis P, Sluis LH, Ferrari MD. Acetazolamide treatment for migraine aura status. Neurology 2000; 55: 1588-1589.
- Haas DC. Prolonged migraine aura status. Ann Neurol 1982; 11: 197-199.
- International Headache Society. The International Classification of Headache Disorders, 2nd edition. Cephalalgia 2004; 24 (suppl. 1): 1-160.
- Jäger HR, Giffin NJ, Goadsby PJ. Diffusion- and perfusion-weighted MR imaging in persistent migrainous visual disturbances. Cephalalgia 2005; 25: 323-332.
- Klüver H. Mechanisms of hallucinations. In: McNemar Q, Merrill MA (eds) Studies in personality. Contributed in honor of Lewis M. Terman. McGraw-Hill, New York-London 1942, 175-207.
- Lerner AG, Kladman I, Kodesh A, Sigal M, Shufman E. LSD-induced Hallucinogen Persisting Perception Disorder treated with clonazepam: two case reports. Isr J Psychiatry Relat Sci 2001; 38: 133-136.
- Podoll K, Dahlem M, Greene S. Persistent migraine aura symptoms aka visual snow.
- Podoll K, Dahlem M, Haas DC. Persistent migraine aura without infarction - a detailed description.
- Rothrock JF. Successful treatment of persistent migraine aura with divalproex sodium. Neurology 1997; 48: 261-262.
- Rozen TD. Treatment of a prolonged migrainous aura with intravenous furosemide. Neurology 2000; 55: 732-733.
- Siegel RK, Jarvik M. Drug-induced hallucinations in animals and man. In: Siegel R, West L (eds) Hallucinations: Behavior, experience, and theory. John Wiley and Sons, New York, NY 1975, 81-161.
- https://www.visualsnowinitiative.org/wp-content/uploads/2025/03/visual-snow-diagnostic-criteria-v14.pdf